# Вецаки (станция)
Ве́цаки (латыш. Vecāķi) — железнодорожная станция на электрифицированной линии Земитаны — Скулте, последняя станция этого направления в Риге, расположена в микрорайоне Вецаки (Северный район Риги). С юго-восточной стороны к станции прилегает лесной массив, относящийся к микрорайону Трисциемс.

## Описание
Станция расположена в 18 км от главного вокзала Рига-Пасажиеру. В летний сезон имеет самый большой пассажиропоток после Юрмалы, так как микрорайон Вецаки расположен на побережье с удобным пляжем и развитой инфраструктурой, что привлекает отдыхающих.
На станции три платформы, 1-я и 3-я обслуживают движение поездов в обе стороны, а средняя платформа служит для оборота электропоездов, которые следуют лишь до этой станции. Дополнительно на этой станции расположена тяговая подстанция.
В зимнее время пассажиропоток многократно сокращается.

## История
Станция открыта 26 октября 1933 года. Строительство пассажирского здания окончено в сентябре 1935 года. Здание представляет собой каркасную конструкцию, обшитую снаружи толем и оштукатуренную. По такому же проекту было построено первоначальное здание станции Саулкрасты.
Ранее существовало ответвление от станции Вецаки на Мангальсалу (разобрано в 1990-х годах), построенное, судя по насыпи, в годы Великой Отечественной войны. Ответвление обновлялось в 1970-х годах для нужд Советской армии.